# Galssan Gombojew
Galssan Gombojew (russisch Галсан Гомбоев; * 1822 in der Oblast Transbaikalien; † 23. Junijul. / 5. Juli 1863greg. in Lachta im Nordwesten St. Petersburgs) war ein burjatisch-russischer Mongolist, Übersetzer und Hochschullehrer.

## Leben
Gombojews Vater war Ältester in der 5. Hundertschaft des burjatischen Ataganow-Kosakenregiments. Gombojew wurde ab 1822 in einem buddhistischen Dazan ausgebildet. 1834 wurde er Gezul-Lama und dann Chambo-Lama. Er studierte Tibetisch, Mongolisch und Tibetische Medizin.
1841 wurde Gombojew zusammen mit Galssan Nikitujew aufs 1. Gymnasium in Kasan geschickt, wo er schnell Russisch lernte. 1842 wurde er von der Universität Kasan als Mongolisch-Lehrer an den von Józef Kowalewski geleiteten Lehrstuhl geholt. 1844 erhielt er für seine Leistungen im Gymnasium die Goldmedaille.
1847 bereiste Gombojew Kalmückien. 1850 wurde er von der Kasaner Geistlichen Akademie als Mongolischlehrer eingestellt. Dort sammelte er zusammen mit dem Leiter der antibuddhistischen Abteilung Alexei Alexandrowitsch Bobrownikow Materialien für ein mongolisch-kalmückisches Lesebuch.
1856 ging Gombojew mit der an die Universität St. Petersburg verlegten Fakultät für östliche Sprachen der Universität Kasan nach St. Petersburg. Seine Arbeiten zur mongolischen Literatur wurden von der Kaiserlichen Archäologischen Gesellschaft gedruckt. So erschien dort 1857 sein Aufsatz über die von Johannes de Plano Carpini beschriebenen mongolischen Sitten und Gebräuche, nachdem bereits 1856 eine deutsche Übersetzung im Bulletin Aus den Mélanges Asiatiques der Kaiserlichen Akademie der Wissenschaften erschienen war ebenso wie Sechzig buriatische Rätsel. Gombojews Hauptwerk war die 1858 erschienene Übersetzung der mongolischen Chronik Altan-Tobtschi, die Mitglieder der Geistlichen Mission aus Peking mitgebracht hatten und die Isaak Jakob Schmidt zur Kenntnis genommen hatte. Für seine Biografie des zu Beginn des 17. Jahrhunderts lebenden dsungarischen Lamas Saja-Pandita wurde er Mitarbeitendes Mitglied der Kaiserlichen Archäologischen Gesellschaft. Auch übersetzte er aus dem Kalmückischen und russische aufklärerische Texte ins Mongolische und Kalmückische. 1859 wurde er Lektor der Universität St. Petersburg.